# Хёльмебак, Сигбьёрн

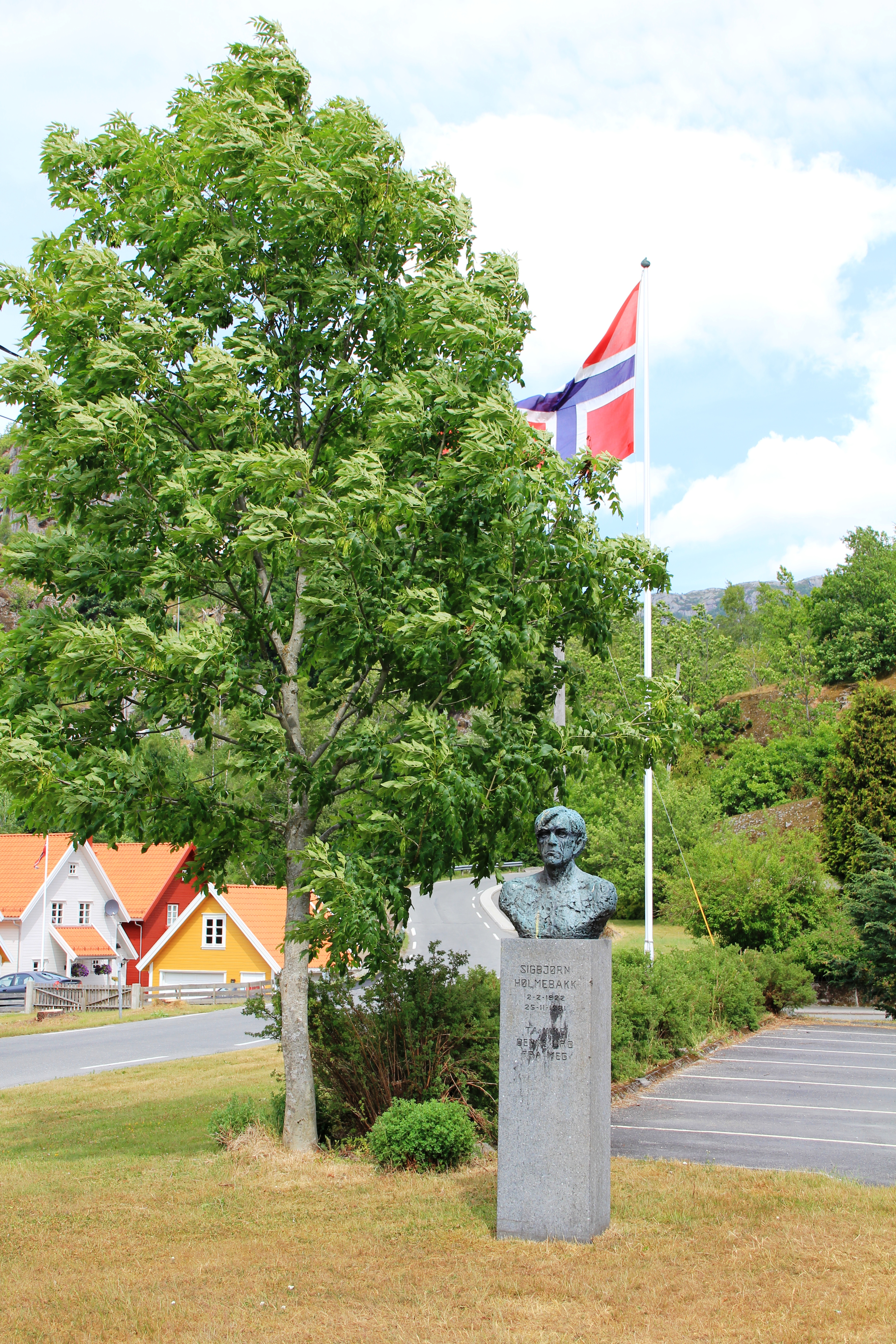
Бюст писателя в Квинесдал

Сигбьёрн Хёльмебак (норв. Sigbjørn Hølmebakk, 1922—1981) — норвежский писатель. Многие его произведения экранизированы; многие переведены на русский язык.

## Произведения
- Ikke snakk om høsten— («Don’t Talk about the Fall») — повести (1950)
- Det hvite fjellet — («Белая гора») — повесть (1954)
- Menneskefiskeren — («The Fisher of Men») — повесть (1956)
- Salve sauegjeter— barnebok (1959)
- Emigranten — («Эмигрант») — повесть (1959)
- Fimbulvinteren — («Страшная зима») — повесть (1964)
- Hurra for Andersens («Андерсенам — ура!») — повесть (1966)
- Jentespranget — («The Maiden’s Leap») — повесть (1970)
- Tolv trøndere og to andre fortellinger — («The Twelve Men from Trøndelag and Two Other Stories») — повести (1973) (1975 Norwegian Critics' Prize)
- Hundevakt, grålysning — статьи (1974)
- Karjolsteinen — («The Carriage Stone») — повесть (1977)
- Sønnen — («Сын») — повесть (1978)
- Fredlaustona — неокончено, опубликовано посмертно (1983)
- Liljer i snøen — повести и письма 1950-х и 1960-х годов (1992)
- 13 noveller — («13 novels») — сборник повестей (2004)

### Пьесы
- Det siste kvarter — hørespill, NRK (1960)
- Et lite kapitel av en stor manns dagbok — hørespill, NRK (1961)
- Det siste kvarter — NRK fjernsynsteateret (1962)
- Heltedød til salgs («Продаётся смерть героя») — Det Norske Teateret (1968)
- Pappa er ikke glad i oss lenger — NRK fjernsynsteateret (1971)

## Экранизации
По произведениям писателя снято более 10 фильмов, в том числе:
- 1969 — Выжженная земля / Brent jord, норвежский фильм, по повести «Страшная зима».
- 1973 — Свадьба Лины / Jentespranget, норвежский фильм, по одноимённой повести.
- 1974 — Под каменным небом / Under en steinhimmel, совместного производства киностудий Ленфильм (СССР) и Тимфильм (Норвегия).